# Montravel (AOC)

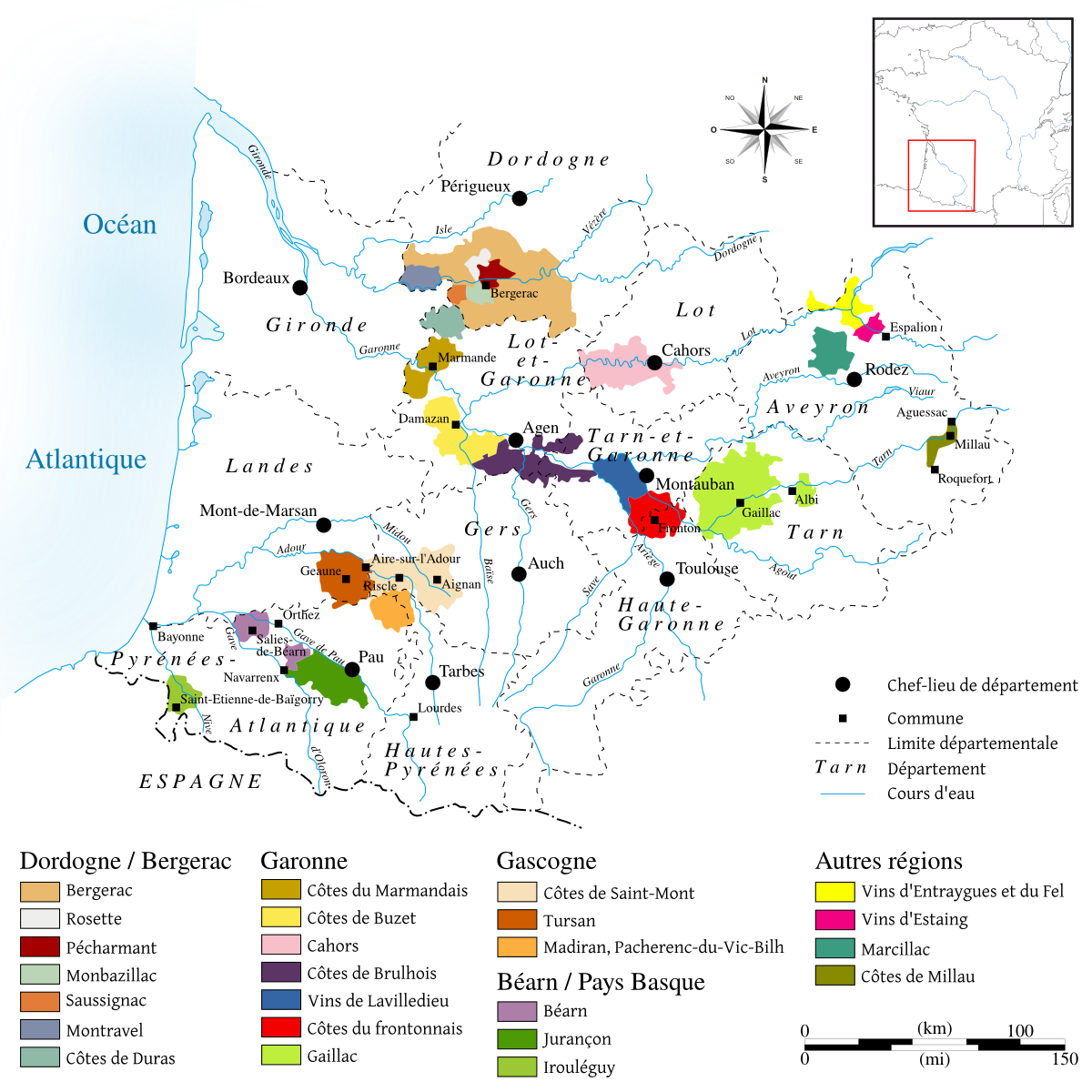
Die Weinanbauregion Sud-Ouest

Das Weinbaugebiet Montravel liegt in den Hanglagen zwischen Port-Sainte-Foy und Saint-Michel-de-Montaigne, im äußersten Westen des Départements Dordogne und grenzt an das Bordeaux-Weinbaugebiet Côtes de Castillon. Montravel ist Teil des Gebiets Bergerac innerhalb der Region Sud-Ouest. Ein Großteil der dort erzeugten Weißweine genießt seit 1937 den Status einer Appellation d’Origine Contrôlée. Am 23. November 2001 schließlich wurde das Gebiet auch für seinen Rotwein anerkannt.

## Gemeinden
Die zugelassenen Rebflächen mit einer Größe von 2100 Hektar verteilen sich auf die Gemeinden Bonneville-et-Saint-Avit-de-Fumadières, Fougueyrolles, Lamothe-Montravel, Montazeau, Montcaret, Montpeyroux (Dordogne), Nastringues, Port-Sainte-Foy-et-Ponchapt, Saint-Antoine-de-Breuilh, Saint-Méard-de-Gurçon, Saint-Michel-de-Montaigne, Saint-Seurin-de-Prats, Saint-Vivien (Dordogne) und Vélines. Im Jahr 2002 wurden von der Gesamtfläche nur 378 Hektar für die Produktion von Montravel genutzt; diese verteilt sich auf drei Appellationen. Die Mengenangaben beziehen sich auf das Jahr 2002:
- Montravel (ca. 280 Hektar, 11.832 Hektoliter), trockener Weißwein und kräftiger Rotwein
- Côtes-de-Montravel (ca. 60 Hektar, 1.825 hl), aromatische Süßweine mit floralen Aromen
- Haut-Montravel (ca. 40 Hektar, 1.597 hl), spätgelesene Weißweine mit Edelfäule

## Rebsorten
- Weißwein: Muscadelle, Sauvignon Blanc und Sémillon
- Rotwein: Merlot, Cabernet Sauvignon, Cabernet Franc und Malbec

## Klima und Boden
Die Region von Bergerac unterliegt einem starken ozeanischen Einfluss mit milden Wintern. Besonders starke Niederschläge fallen im Frühjahr und Spätherbst. Die Sommer sind dagegen zumeist heiß und trocken. Das Wetter ist oft bis in den November hinein stabil. Im Tal der Dordogne bildet sich häufig Nebel, der die Bildung von Edelfäule begünstigt.
Auf dem orographisch rechten Ufer der Dordogne besteht der Boden an der Grenze zum Département Gironde aus Kalkgestein mit rotem Lehm als Verwitterungsprodukt an der Oberfläche. In den tiefer gelegenen Lagen tritt die lehmig-kalkige Molasse zutage; hier wachsen überwiegend die Weißweine.
|                       | Jan | Feb  | Mär  | Apr  | Mai  | Jun  | Jul  | Aug  | Sep  | Okt  | Nov  | Dez  |   |      |
| Mittl. Tagesmax. (°C) | 9,3 | 11,3 | 14,3 | 16,7 | 20,8 | 24,1 | 27,1 | 27,1 | 23,8 | 18,8 | 12,8 | 10,1 | ⌀ | 18,1 |
| Mittl. Tagesmin. (°C) | 1,3 | 1,8  | 3    | 5,1  | 9,1  | 12,1 | 14,1 | 13,6 | 10,8 | 8,1  | 4,0  | 2,2  | ⌀ | 7,1  |
|                       |     |      |      |      |      |      |      |      |      |      |      |      |   |      |
| Niederschlag (mm)     | 52  | 63   | 42   | 80   | 68   | 73   | 53   | 66   | 79   | 71   | 80   | 82   | Σ | 809  |

| 1,3 |

| 1,8 |

| 3 |

| 5,1 |

| 9,1 |

| 12,1 |

| 14,1 |

| 13,6 |

| 10,8 |

| 8,1 |

| 4,0 |

| 2,2 |

| 1,3 |

| 1,8 |

| 3 |

| 5,1 |

| 9,1 |

| 12,1 |

| 14,1 |

| 13,6 |

| 10,8 |

| 8,1 |

| 4,0 |

| 2,2 |

| N i e d e r s c h l a g | 52  | 63  | 42  | 80  | 68  | 73  | 53  | 66  | 79  | 71  | 80  | 82  |
|                         | Jan | Feb | Mär | Apr | Mai | Jun | Jul | Aug | Sep | Okt | Nov | Dez |